# Hospital das Cinco Chagas
O antigo hospital das Cinco Chagas de Nosso Redentor ou hospital das Cinco Chagas (em castelhano:  ospital de las Cinco Llagas de Nuestro Redentor), também conhecido como hospital do Sangue (em castelhano:  hospital de la Sangre) é um edificio no bairro da Macarena, em Sevilha. 
O edifício foi construído em estilo Renascença em 1546 com o intuito de albergar uma instituição de caridade de assistência a mulheres fundada em 1500 por Catalina de Ribera. O seu nome faz referência às cinco chagas da Paixão de Cristo.
Foi muito atingido pelo sismo de Lisboa de 1755.
Considerado como um dos melhores conjuntos edificados de arte da Renascença na Andaluzia, o gigantesco edifício, típico da arquitetura hospitalar da época foi classifcado como Bem de Interesse Cultural em 1931. As funções de hospital terminaram em 1972, e em 1992 passou a albergar a sede do Parlamento da Andaluzia.